# Abadía de Burgohondo
La abadía de Nuestra Señora de la Asunción es una abadía ubicada en la localidad española de Burgohondo, perteneciente a la provincia de Ávila.

## Historia
Se encuentra situada en el municipio abulense de Burgohondo, en Castilla y León. El edificio está situado en el punto más noroccidental de la localidad, cercano al casco urbano y al río que atraviesa el pueblo. Junto a la Abadía, hay un amplio terreno que da lugar a una gran plaza.  Existen menciones al monasterio, de estilo románico, que se remontan al siglo xii. Fue el núcleo en torno al cual giró la fundación de los pueblos de la comarca, como el propio Burgohondo.
Destaca la existencia de cuatro crónicas o documentos de valor histórico que hacen referencia a la fundación de la Abadía: de ellas, la más temprana data del siglo XIII, al calor de una confirmación real originaria del siglo posterior, que recoge un privilegio otorgado por los ciudadanos de Ávila al monasterio. Las tres crónicas restantes son posteriores, y se encuentran en textos datados de finales del siglo XVI, comienzos del siglo XVII y finales del siglo XVIII. En cualquier caso, la Abadía se fundó sobre una base de población visigoda y mozárabe, que habían logrado tener un cierto clima de aislamiento, a pesar del sometimiento militar de los diversos reinos musulmanes. Por ello, surge el interés del rey Alfonso VI en fortalecer el territorio, tras haber tomado la ciudad de Toledo en el año 1085.
Se menciona por primera vez como monasterio de «Sce. Marie de Fundo». Pasó en 1240 a la orden de los  Agustinos. Con tres naves de planta románica, posee un notable artesonado mudéjar datado en el siglo XVI. La torre-campanario pertenece al mismo siglo y es de planta cuadrada.
Se puede hablar de un conflicto relativo a la jurisdicción eclesiástica entre el obispo de la ciudad de Ávila y el abad de Burgohondo entre los siglos XI y XIX. Se trata de un enfrentamiento prácticamente ininterrumpido, con distintas fases y etapas, cuyo desenlace final tuvo lugar en el año 1819, momento en el que, durante el episcopado de Rodrigo Antonio de Orellana, se produjo la supresión real del monasterio, a instancias del obispo de Ávila, Manuel Gómez Salazar. 

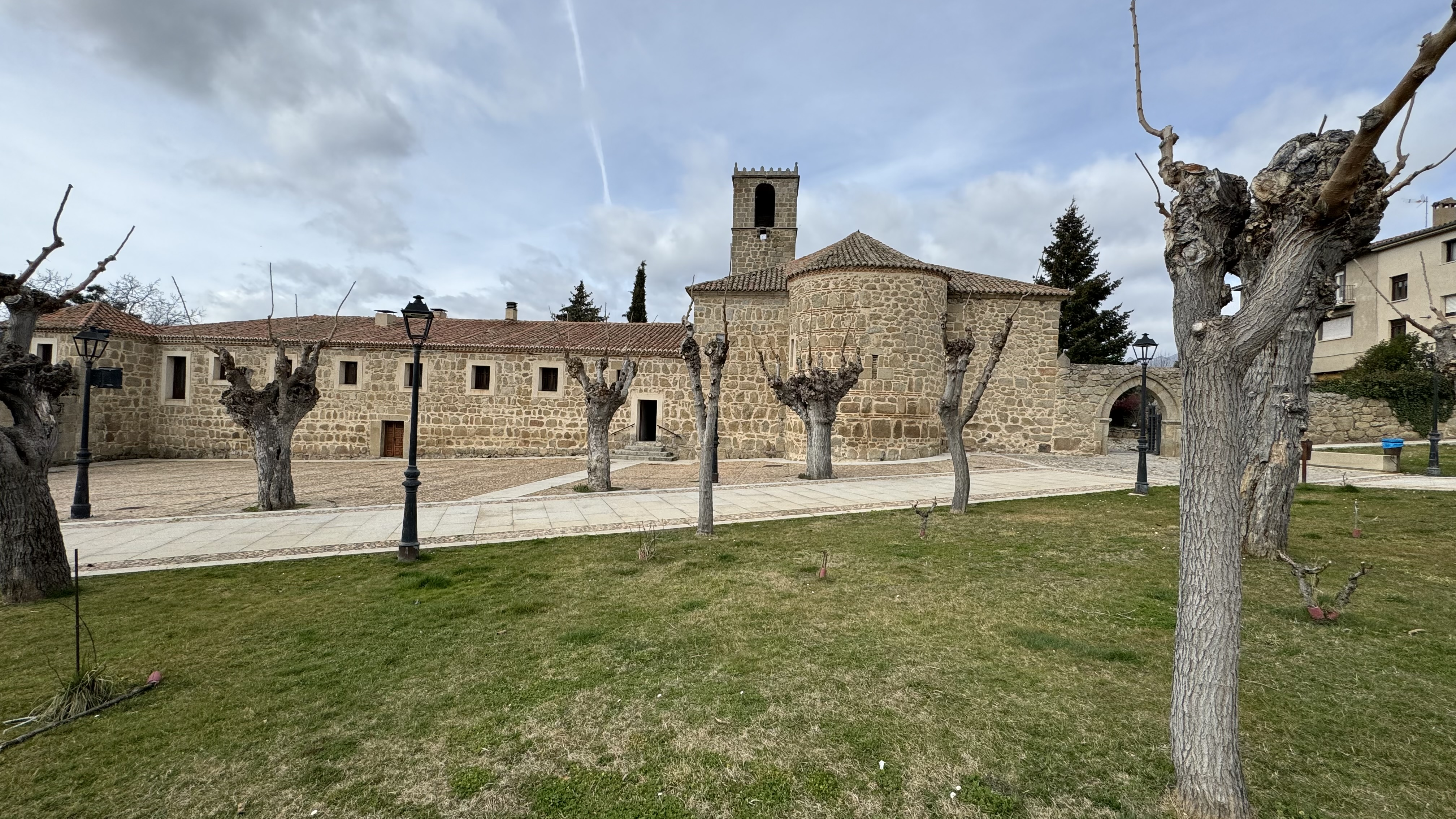
Vista de la Abadía de Burgohondo desde la carretera Ávila-Casavieja, febrero de 2024.

El 14 de julio de 1981 fue incoada la tramitación de la concesión del estatus de monumento histórico artístico del edificio,  proceso que culminaría el 22 de junio de 1983 con la consiguiente declaración, en un decreto publicado en el Boletín Oficial del Estado el 13 de agosto de dicho año, con la rúbrica del rey Juan Carlos I y el por entonces ministro de Cultura Javier Solana.

## Construcción

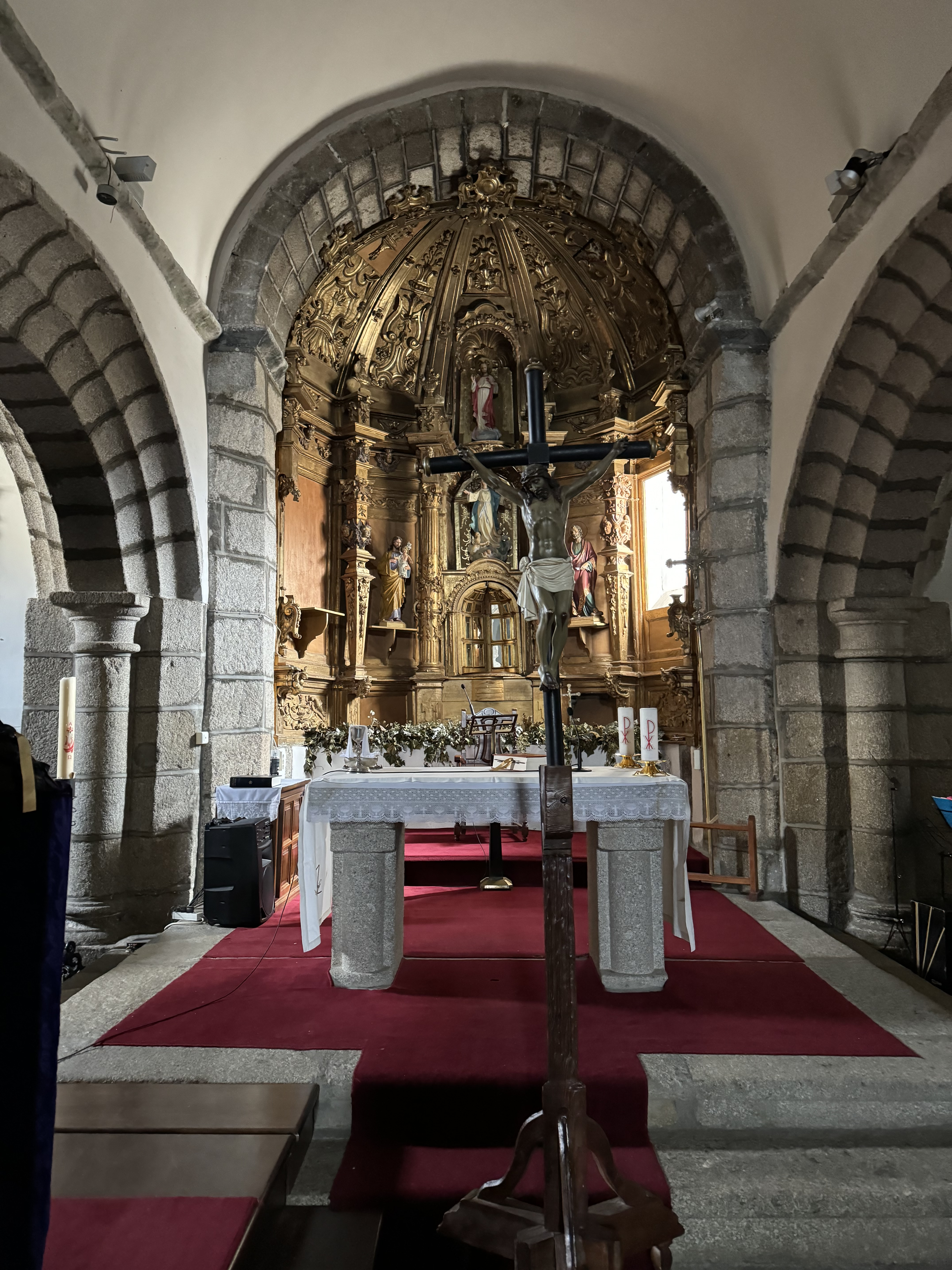
Altar de la Iglesia de Santa María de Burgohondo, febrero de 2024.

La Iglesia perteneciente a la Abadía se encuentra distribuida en tres naves, diferenciadas por dos pilares de sillería. Estas naves se encuentran en el crucero, mientras que las columnas se rematan en un ábaco, que hace las veces de capitel. Además, es preciso destacar que, de ellas, nacen cuatro arcos formeros realizados con dovelas de granito. Respecto a las puertas, perviven dos de ellas, pertenecientes a la época de creación del edificio: la puerta del lado occidental fue tapiada en el siglo XVI, siendo su espacio ocupado por el coro; la otra puerta, de inferior calidad pero misma antigüedad, era utilizada para comunicar la Iglesia y el Monasterio. 
Antiguamente, esta Iglesia perteneció a la orden militar de San Juan de Jerusalén. Esta Iglesia está cercana a un claustro que data del s. XVI. Destaca la orla, que se encuentra repleta de figuras hechas con notable delicadeza. Respecto a sus muros, cabe destacar que están construidos en mampostería, distribuidos en una hilera de grandes piedras colocadas de forma vertical, un claro reflejo de la influencia de la muralla de Ávila.  Dentro de la propia Iglesia, uno de los principales reclamos es un retablo originario del siglo XVIII, así como diversas pinturas murales que datan del espacio temporal comprendido entre los últimos años del siglo XIII y los primeros del siglo XIV, teniendo como argumento principal la pasión de Cristo. 

## Estatutos del monasterio de Santa María del Burgo (1549)

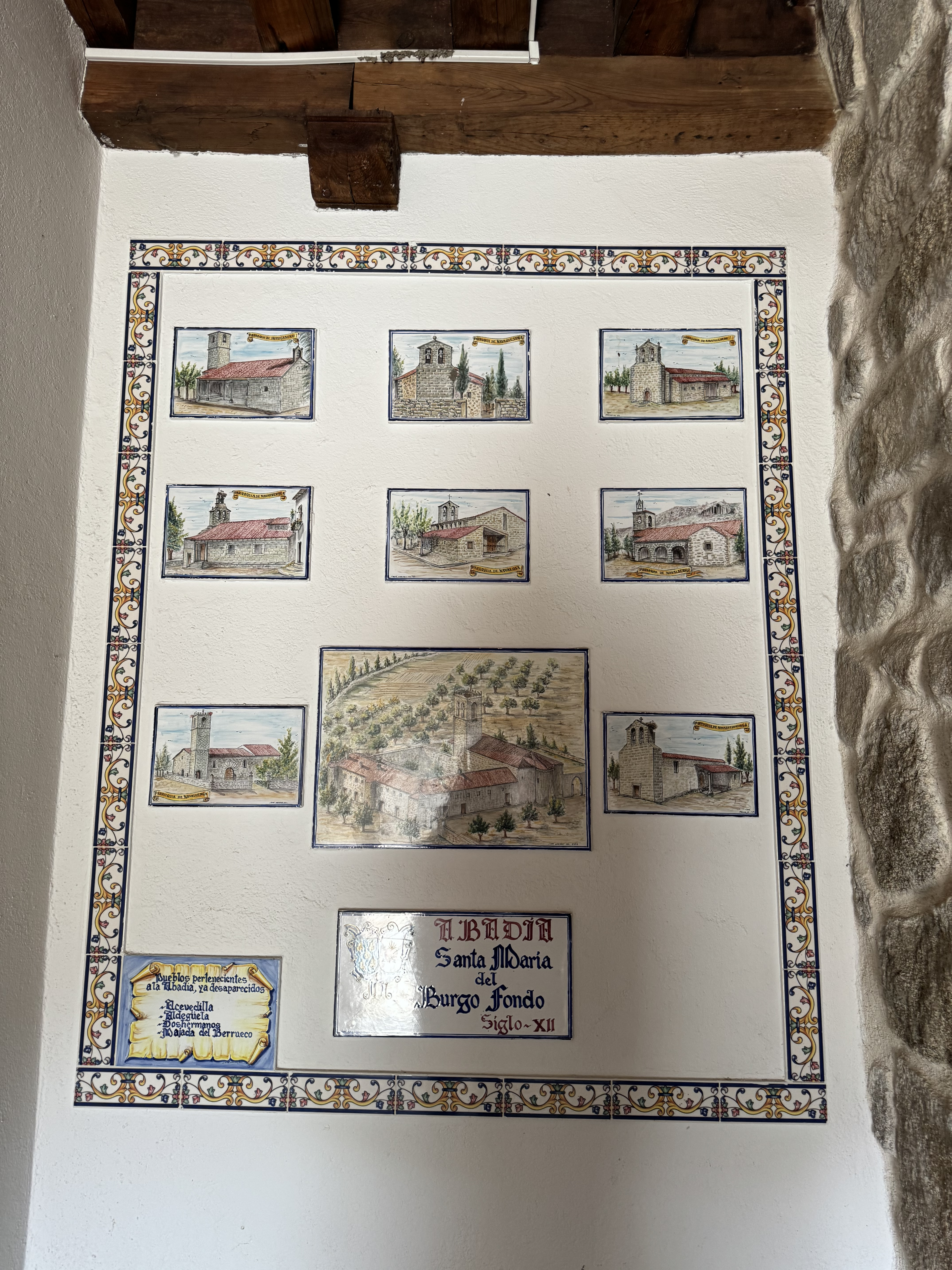
Mosaico localizado en el interior de la Abadía, febrero de 2024.

El texto referente a los estatutos del monasterio se encuentra depositado en el Archivo Diocesano de Ávila. Está dividido en siete títulos, que albergan un total de noventa y ocho capítulos. En el título primero (De la regla y el hábito de San Agustín. Las obligaciones y privilegios en general que adquiere el que hace profesión en Santa María del Burgo), se recoge lo relativo al hábito monástico, es decir, todo aquello relacionado con la acción de darlo o recibirlo, así como ciertas recomendaciones para el correcto funcionamiento de la comunidad. El título segundo (Del número y orden de los priores y canónigos que forman el cabildo monástico y cuantos colaboran con ellos en la atención pastoral de la abadía, clérigos y laicos) expone el número de priores y canónigos perpetuos que debe de haber en la Iglesia, además de otros aspectos de menor importancia, tales como el lugar que han de tener en el coro. 
Por otra parte, el título tercero (La materia sobre la residencia y el descanso del prior y canónigos de esta iglesia) se enfoca en la asistencia a las horas canónicas, esto es, la residencia, al tiempo que se establecen otras consideraciones, como la exigencia de no abandonar el término municipal del Burgo. El título cuarto (De las misas, horas canónicas y oficios litúrgicos que se han de decir en esta iglesia) se centra en el horario de las misas y los distintos oficios de carácter divino que se han de decir en el monasterio. El título quinto (Las diversas penas canónicas que son aplicables a los miembros de la abadía) recoge indicaciones acerca de las potenciales penas de las que se puede acusar a los canónigos, así como disposiciones para el correcto gobierno del cabildo y del prior del monasterio. El título sexto (Las reuniones del capítulo monástico) dispone las obligaciones del sacerdote, así como su salario y el nombramiento de los respectivos sacristanes, tanto de su Iglesia como de la de Navarredondilla. Por último, el título séptimo (Las distribuciones de las rentas del cabildo), hace referencia, sobre todo, a la situación resultante de la dispensa del voto de pobreza. 

## Personajes ilustres
Han sido muchos los personajes históricos que han contribuido a la imagen de esta Abadía como un notorio centro de poder. Así, destaca Alfonso VI, posible fundador de la Abadía, u otros reyes, tales como Felipe II o su hijo Felipe III. De igual manera, papas como Alejandro VI, León X o Pío IV otorgaron importantes concesiones, en forma de mercedes o privilegios, a quienes habitaban en el Monasterio. 